# Juravski
Juravski (en rus, Журавский) és un khútor del krai de Krasnodar, a Rússia. Es troba a la vora del Juravka. És a 16 km a l'oest de Korenovsk i a 63 km al nord-est de Krasnodar.
Pertany al poble de Bratkóvskoie.